# Roberto Salvini
Roberto Salvini (Firenze, 6 febbraio 1912 – Firenze, 5 novembre 1985) è stato uno storico dell'arte e funzionario italiano.

## Biografia
Dal 1937 lavorò alle Belle Arti e fu soprintendente di gallerie a Trento, Palermo e Modena nel periodo della seconda guerra mondiale.
L'incarico alle gallerie di Modena e Reggio Emilia terminò nel 1957 quando la soprintendenza venne assegnata a Augusta Ghidiglia Quintavalle.
Ottenuta la direzione degli Uffizi, nel 1956 divenne anche docente all'università di Trieste, per poi spostarsi successivamente a Firenze. Fu autore di importanti monografie su artisti come Agnolo Gaddi (1936) e Wiligelmo (1956) e su stili come la pittura fiamminga (1958).